# .st
Pour les articles homonymes, voir ST.
.st est le domaine de premier niveau national (country code top level domain : ccTLD) réservé à Sao Tomé-et-Principe.

## Présentation
Comme le domaine .tv, il intéresse des entreprises et des organismes hors de l'archipel en raison de l'équivalence avec l'abréviation st, utilisée pour street (rue en anglais) ou comme caractéristique des nombres ordinaux en anglais (fir.st, la.st, etc.). C'est pourquoi il est commercialisé dans le monde entier et non uniquement à Sao Tomé-et-Principe.
Aussi utilisé par le raccourcisseur de liens po.st.